# Maurizio Aloise
Maurizio Aloise (Catanzaro, 20 de abril de 1969) é um arcebispo católico italiano, arcebispo de Rossano-Cariati desde 20 de março de 2021.

## Biografia
Nasceu em Catanzaro, capital da província e sede do arcebispo, em 20 de abril de 1969.

### Formação sacerdotal e ministério
Obteve o diploma do ensino médio no Instituto Estatal de Arte de Squillace e depois completou seus estudos filosófico-teológicos no Pontifício Seminário Regional de San Pio.
Em 18 de novembro de 1995 foi ordenado sacerdote pela imposição das mãos de Antonio Cantisani, arcebispo de Catanzaro-Squillace.
Em 1997 foi nomeado administrador paroquial da paróquia de San Nicola Vescovo em Gagliato e vigário paroquial da paróquia de Santa Maria della Pietra em Chiaravalle Centrale. Em Gagliato coordena o acolhimento de quase 200 mulheres e crianças curdas que desembarcaram na costa de Soverato, apoiadas por voluntários da Caritas paroquial e por organizações da sociedade civil.
Em 1999 foi nomeado co-pároco moderador da paróquia de Santa Maria delle Nevi em Girifalco e diretor do escritório vocacional da arquidiocese. Posteriormente foi administrador paroquial das paróquias de Santa Maria Assunta di Zagarise e San Nicola bispo de Cardinale e pároco de Santa Domenica V. M. e reitor do santuário arquidiocesano de Santa Maria delle Grazie em Torre di Ruggiero.
Membro de diversos órgãos diocesanos, desde 2011 exerce também o cargo de Proviário Geral da Arquidiocese.
Desde 2020 é presidente do conselho de administração da fundação Betania Onlus em Catanzaro.

### Ministério episcopal
Em 20 de março de 2021, o Papa Francisco nomeou-o arcebispo de Rossano-Cariati; ele sucedeu Giuseppe Satriano, anteriormente nomeado arcebispo metropolitano de Bari-Bitonto. No dia 13 de maio recebeu a consagração episcopal na co-catedral de Squillace do Arcebispo Vincenzo Bertolone, co-consagrando os Arcebispos Giuseppe Satriano e Domenico Battaglia, originários da Arquidiocese de Catanzaro-Squillace e Arcebispo de Nápoles. Em 12 de junho tomou posse da arquidiocese.